# Strabenice
Strabenice jsou vesnice, část městyse Litenčice v okrese Kroměříž. Leží asi 2 km na jihovýchod od Litenčic. Je zde evidováno 56 adres. Trvale zde žije 88 obyvatel (2021). V roce 2018 proběhly úpravy místního kulturního domu pod vedením obce.
Strabenice je také název katastrálního území o rozloze 3,21 km2.

## Obyvatelstvo

### Struktura
Vývoj počtu obyvatel za celou obec i za jeho jednotlivé části uvádí tabulka níže, ve které se zobrazuje i příslušnost jednotlivých částí k obci či následné odtržení.
| Místní části   | Místní části    | 1869 | 1880 | 1890 | 1900 | 1910 | 1921 | 1930 | 1950 | 1961 | 1970 | 1980 | 1991 | 2001 | 2011 |
| -------------- | --------------- | ---- | ---- | ---- | ---- | ---- | ---- | ---- | ---- | ---- | ---- | ---- | ---- | ---- | ---- |
| Počet obyvatel | část Strabenice | 196  | 237  | 217  | 244  | 265  | 255  | 233  | 185  | 179  | 152  | 114  | 89   | 87   | 79   |
| Počet domů     | část Strabenice | 39   | 43   | 45   | 45   | 48   | 49   | 51   | 52   | 48   | 45   | 41   | 47   | 47   | 44   |

## Galerie

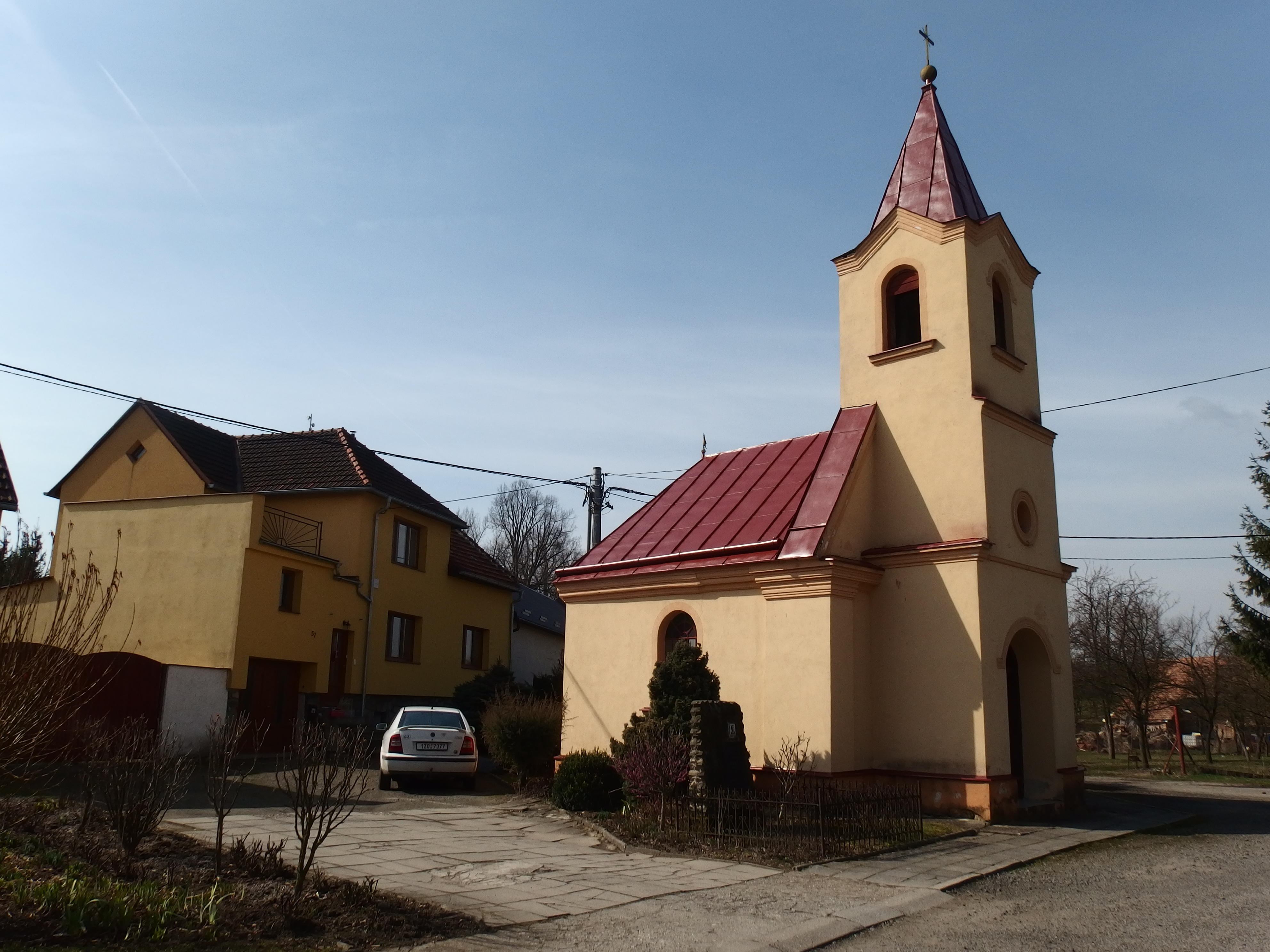
Kaple Nanebevzetí Panny Marie z roku 1924
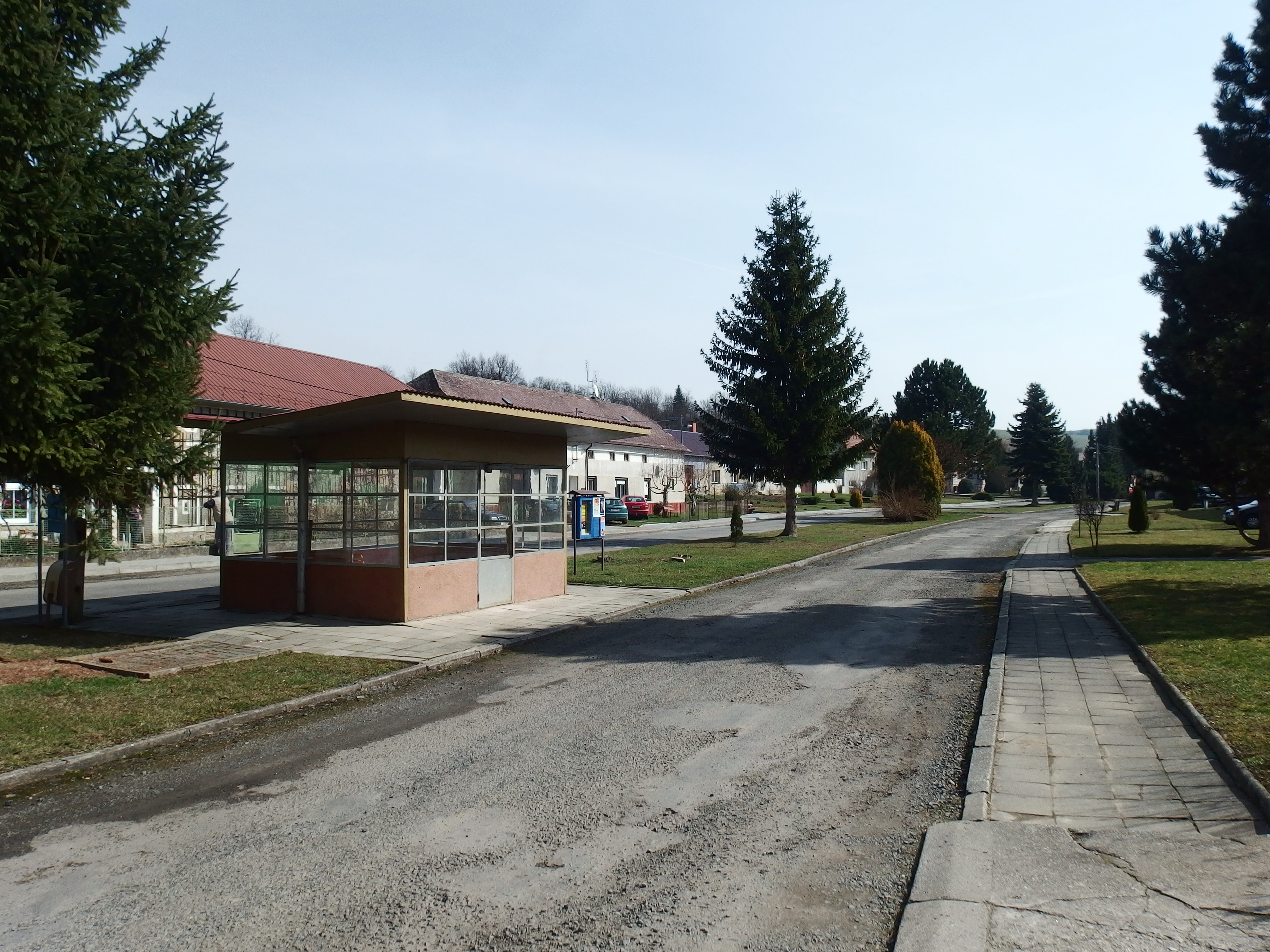
Autobusová zastávka
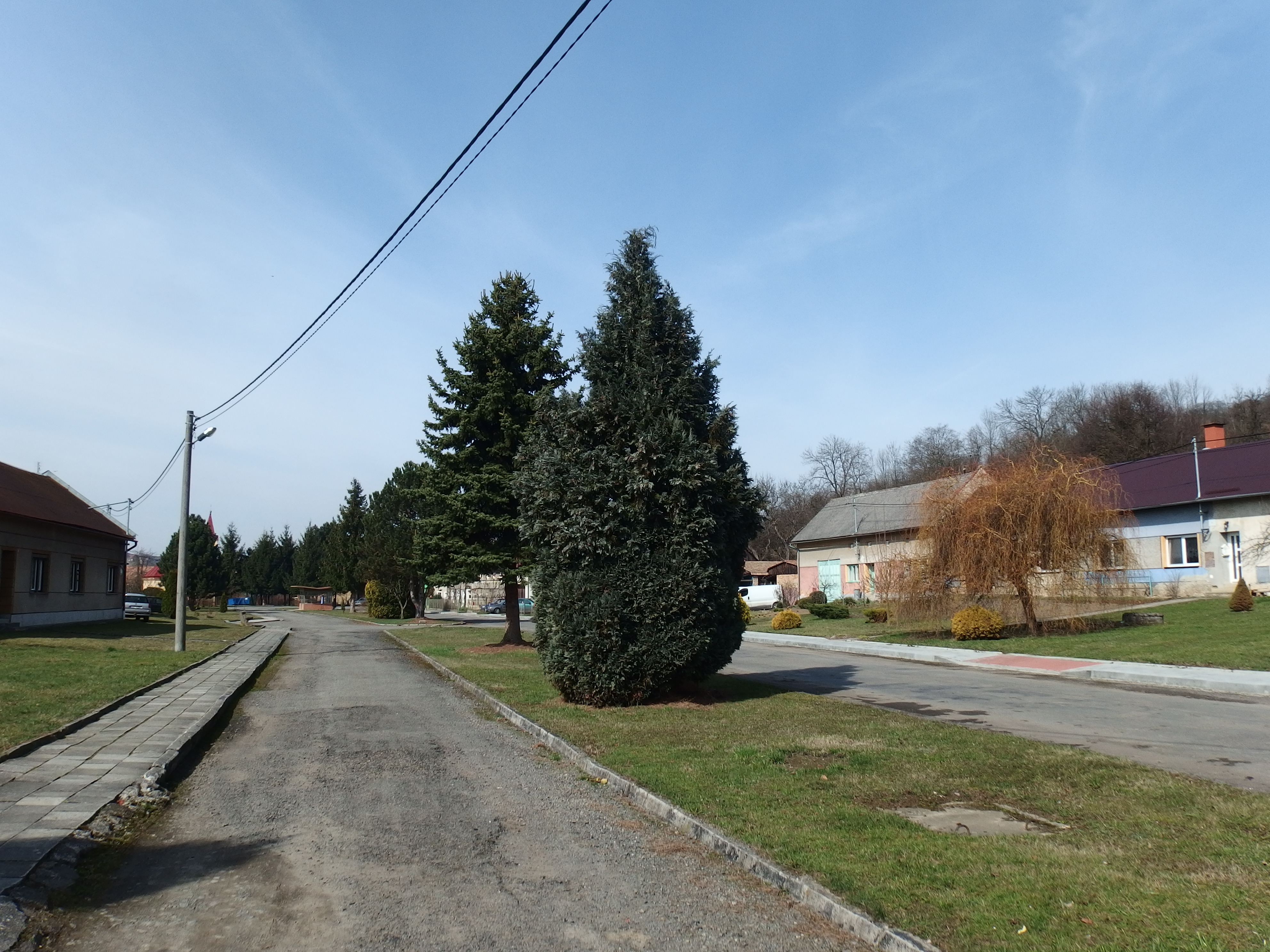
Část návsi
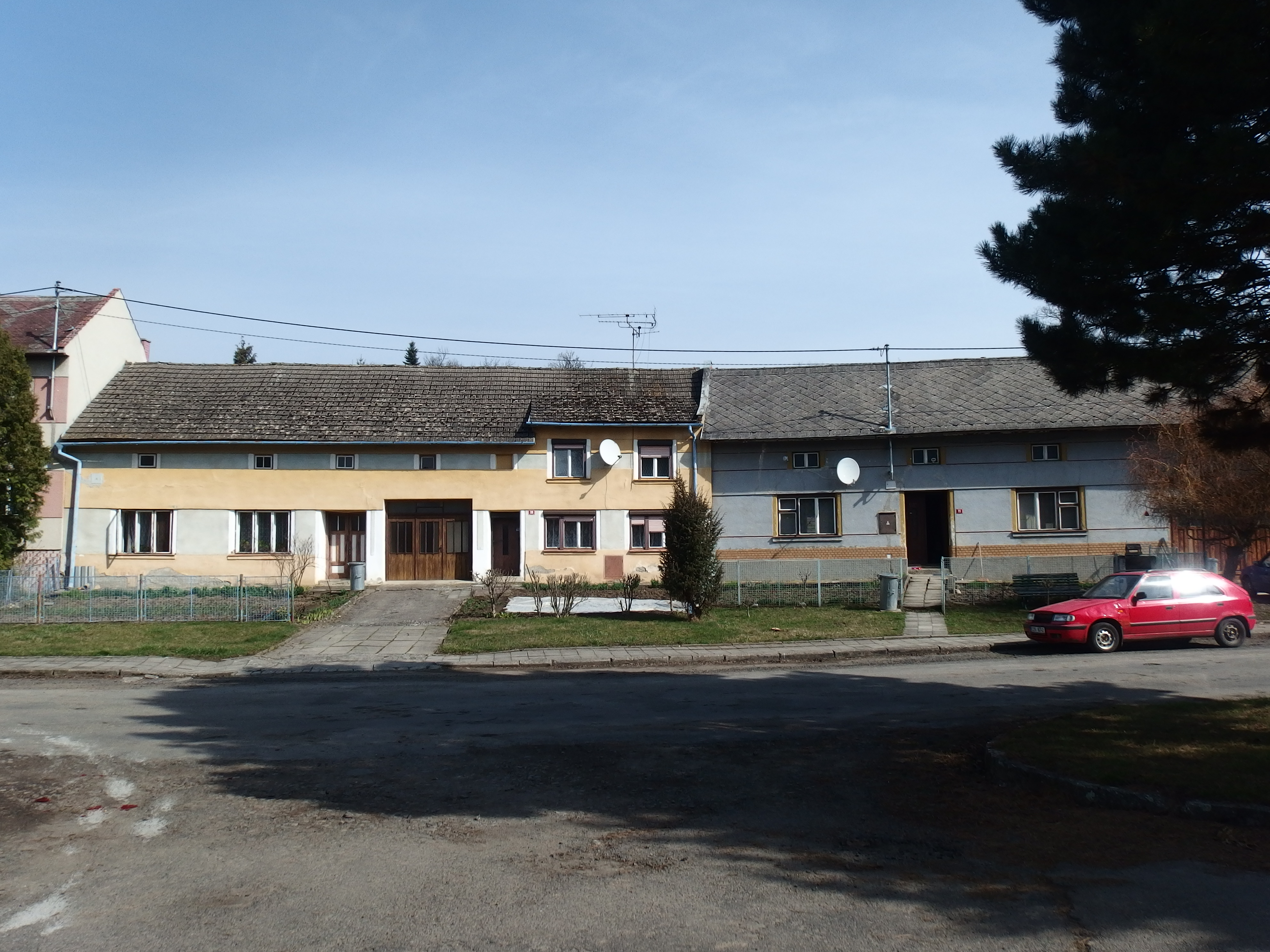
Domy na návsi